# Sư đoàn 162 (Israel)
Sư đoàn 162, còn gọi là Đoàn "Thép" (tiếng Hebrew: עֻצְבַּת הַפְּלָדָה, Utzbat HaPlada), là một trong ba sư đoàn trực chiến của Lục quân Israel (hai sư đoàn còn lại là 36 và 98). Từ năm 2016, sư đoàn trực thuộc Bộ tư lệnh Phương Nam, nhưng trước đó trực thuộc Bộ tư lệnh Trung tâm.
Sư đoàn 162 là đơn vị quan trọng của quân đội Israel trong Chiến tranh Yom Kippur năm 1973 ở Bán đảo Sinai. Sư đoàn cũng tham chiến ở nam Lebanon năm 1982 chống PLO và năm 2006 chống Hezbollah, ở Gaza năm 2014 chống Hamaz và năm 2023-2024 cũng chống lại Hamaz. Sư đoàn 162 cũng được báo là có giao chiến với Hezbollah gần đây nhất là ngày 27 tháng 9 năm 2024.
Sư đoàn 162 bao gồm:
- Lữ đoàn bộ binh số 84 Givati: gồm 3 tiểu đoàn bộ binh, 1 tiểu đoàn trinh sát, 1 tiểu đoàn công binh (dự bị), 1 tiểu đoàn hậu cần, 1 đại đội thông tin
- Lữ đoàn bộ binh 933 Nahal: gồm 3 tiểu đoàn bộ binh, 1 tiểu đoàn trinh sát, 1 tiểu đoàn công binh (dự bị), 1 tiểu đoàn hậu cần, 1 đại đội thông tin
- Lữ đoàn bộ binh 5 HaSharon (dự bị): gồm 3 tiểu đoàn bộ binh, 1 tiểu đoàn trinh sát, 1 tiểu đoàn hậu cần, 1 đại đội thông tin
- Lữ đoàn tăng - thiết giáp I'kvot haBarzel (Xích sắt): gồm 3 tiểu đoàn xe tăng Merkava Mk.4M, 1 tiểu đoàn công binh, 1 đại đội trinh sát, 1 đại đội thông tin
- Lữ đoàn pháo 215 Amud HaEsh (Cột Lửa): gồm 4 tiểu đoàn pháo lựu tự hành M109 (trong đó 1 tiểu đoàn là dự bị), 1 tiểu đoàn rocket phóng loạt M270, 1 tiểu đoàn chỉ thị mục tiêu, 1 đại đội thông tin
- Lữ đoàn hậu cần sư đoàn
- Tiểu đoàn thông tin sư đoàn.